# Норрис, Дэвид
Дэвид Патрик Бернард Норрис (англ. David Patrick Bernard Norris, род. 1 июля 1944 года) — ирландский правозащитник, учёный и независимый политический деятель. 
Он приобрел известность благодаря активной компании по отмене закона, определяющего однополые отношения как уголовное преступление.
Бывший университетский преподаватель Дэвид Норрис в 1987 году он был избран в Сенат Ирландии, став первым не скрывающим своей принадлежности к ЛГБТ-сообществу человеком, который занял выбираемую государственную должность в Ирландии. Основатель Кампании по отмене уголовного преследования гомосексуалов, он — также видный член Ирландской церкви.
Дэвид Норрис являлся кандидатом в президенты Ирландии на выборах 2011 года, получив 6,2 % голосов (пятое место).